# 的野祥子
的野 祥子（まとの しょうこ、1991年2月26日 -）は、福岡県福岡市出身のシンガーソングライター。愛称は、まとしょー。2014年10月より2017年夏まで活動拠点を東京へ、2017年夏より再び福岡に活動拠点を移す。

## 人物
容姿が小動物に似ていると度々言われ、本人もそれを認めており時折「齧歯類系シンガーソングライター」と名乗ることもある。自身のファンのことを「的っこ」、固定メンバーを持たないサポートバンドメンバーを「生はむすたーず」と呼ぶ。
趣味は漫画と料理、東京ディズニーリゾートへ行くこと。好きなものは水族館、マンボウ、ディズニー、そして左官。
ピアノ、ミュージカル、剣道、英語、習字、水泳、バレエなど、様々な習い事を自ら探し、両親に頼み通うというアクティブな幼少期を過ごす。5歳の時に劇団四季ミュージカル『美女と野獣』に感銘を受け、ショービズの世界に憧れを抱き地元のジュニアミュージカル教室に通う。小学校卒業とともにミュージカル教室も卒業となり、偶然の出会いでセミプロのゴスペルグループに所属することになる。多感な時期を歌とともに過ごし「歌のプロになりたい」と強く思うようになり、地元の音楽事務所（現在はなくなっている）に所属。ソロでの初ステージや作詞作曲、ジャズボーカルを学ぶなど様々な経験をする。事務所を離れ、19歳より毎週金曜日に天神の街で路上ライブを行う。これは本人が上京する2014年夏まで毎週ほぼ欠かさず行った。
影響を受けたミュージシャンはゆず、MISIA。特にゆずは現在もライブに通うほど溺愛し、岩沢厚治を尊敬しており、全国ツアーで福岡を訪れていた岩沢にライブ後に直接会うことが実現したが、あまりの感動に号泣している。中学1年生当時、ゆずの影響でギターを弾き始める。作曲はギター、ピアノ両方で行う。詞が先に浮かぶことが多い。
好きな食べ物は生ハム、麺料理。
好きな色、テーマカラーはオレンジ。
イヌ、ネコ、トリ、ネズミをはじめとにかく動物が好き。実家には11匹の猫と1匹の犬がいる。鶏を飼っている時期もあった。そのくせネコとネズミとウサギにアレルギーがある。嫌いなものは、虫、ホラー。
実家がケーキ屋を経営しており幼少期から手伝いをしていたため、専門学校卒レベルでケーキ作りが得意である。
身長は157cm、足のサイズは23.5cm。視力は極度に弱く、コンタクトレンズを着用している。

## 来歴
2008年 10月　1stワンマンライブ開催＠照和
2010年 9月　自主制作CD『Daybreak』制作
2010年 9月　福岡市×福岡商工会議所×大学ネットワークふくおか主催イベント「好とうよFUKUOKA」テーマ曲『未来への（ストーリー）』書下ろし
2011年  8月17日　1stミニアルバム『home.』全国発売
2011年  8月21日　2ndワンマンライブ開催＠BEAT STATION
2011年 11月 関西ライブツアー敢行
2011年 12月31日 大阪スポニチプラザ　カウントダウンライブ出演
2012年 2月 - 4月／10月 - 12月　関東武者修行ライブツアー敢行
2012年 7月　長崎みなとまつり2012出演
2012年 10月14日 3rdワンマンライブ「21」開催＠BEAT STATION
2012年 12月31日　長崎ハウステンボス　カウントダウンライブ出演
2013年 1月　九州ライブツアー敢行
2013年 5月29日　2ndミニアルバム『Milk Coffee』全国発売
2013年 6月　長野県小谷村「おたり体操」楽曲提供・イベント出演
2013年 7月　長崎みなとまつり2013出演
2013年 11月　カバーライブ「的コレ」開催
2014年  2月　カバーライブ「的コレ２」開催
2014年 6月・7月　福岡長崎Wワンマンライブ
2014年 7月　長崎みなとまつり2014出演
2014年 10月　拠点を東京に移す
2015年  2月　カバーライブ「的コレ2015」開催
2015年12月　カバーライブ「的コレX'mas」開催
2016年　3月　ミニワンマンライブ「Re:Born」開催
2016年　8月　5周年記念ワンマンライブ開催
2017年　1月　カバーライブ「的コレ2017」開催
2017年　8月　ミニワンマンライブ「暑中見舞」開催
2017年11月　キャナルシティ博多サンプラザステージにて、アルバム『EverAfter』リリース記念ライブ開催
2017年12月　Gate’s7にてレコ発ワンマンライブ「EverAfter」開催
2018年　8月　カバーライブ「的コレ2018」開催
2018年10月　ミニワンマンライブ「まとグリラ」開催
2020年1月12日 ラビフェス出演 @ beat station
2021年8月21日 10周年記念ワンマンライブ「的フェス」 @ beat station

## DISCOGRAPHY

### シングル
Dreamer（2017）

#### Happy Birthday（2014.06.1）
1. Introduction
2. Happy Birthday(ver.2014)（全日本Gボール協会2015年課題曲）
3. Shine
4. Special Day（西鉄不動産「西鉄サンリヤン」CM曲）
5. Happy Birthday(Inst)

### アルバム

#### home.（2011.08.17）
1. Answer Song
2. 右手
3. Dream Party
4. Happy Birthday (岩崎本舗CMソング、映画『ペコロスの母に会いに行く』挿入歌)
5. 君にとどけ
6. メッセージ(テレビ西日本『九州だんじ』『九州アイドル戦記』エンディング曲、（株）ボーベルCMソング )
7. TAKE OFF (テレビ西日本『九州魂』エンディング曲)
8. home.

#### milk coffee（2013.05.29）
1. 君のそばに（長野県小谷村「おたり体操」テーマ曲）
2. スタートライン
3. はんぶんこ
4. ひだまり（NPO法人「子どもセンターののさん」テーマ曲/長崎みなとまつり2013，2014年CM曲/全日本Ｇボール協会2013，2014年課題曲）
5. ミルクコーヒー
6. FAKE
7. 黒い羊
8. 何年経っても君に（福岡マリンワールドCM曲）
9. 奇跡
10. Bonus Track1. Promise feat.満月
11. Bonus Track2. 君となら… feat.KAZRU

#### Ever After（2017.11.15）
1. Overture ~Once upon a time~
2. change
3. どちらかひとつ
4. つよがりガール feat.浜崎絵里歌
5. 明日からで
6. 腕時計
7. 最後のキス
8. again
9. ぬくもり
10. 何年経っても君に ~wedding~
11. Ever After

## メディア出演

### TV
- Focus ON FUKUOKA（J:COM、2012年12月）
- マニアマニエラ（テレビ西日本2013年1月・4月）
- あの名曲を方言で熱唱!全日本なまりうたトーナメント（テレビ朝日、2014年1月）
- あ！ぷる（NBC長崎放送、2014年6月）
- MUSIC FAIR（フジテレビ、2015年9月）
- シリタカ（KBC九州朝日放送、2020年4月）

ほか

### 映画
- ペコロスの母に会いに行く2013年（ストリートミュージシャン役）

### ラジオ
- 夕べのひととき（NHK　2012年10月）
- POCKYのK'S WAVE（CROSS FM、2013年7月）
- 情報コンビニ午後ゴGO!（NBC長崎放送、2014年5月）
- 手羽先なるみ（KBCラジオ、2017年10月～2018年3月　期間限定ゲスト→準レギュラー）
- まとしょーのレディオショー（KBCラジオ、2018年4月～　）

ほか

### Ustream
- まとしょーCHANNEL（上京に伴い2014年7月放送終了）

### ツイキャス
- まとしょーCHANNELツイキャス版（毎週木曜日22:00〜放送中）

### イチナナ
- まとしょーCHANNELイチナナ版（2017年4月～5月）

### インスタライブ
- 現在「まとしょーCHANNELインスタ版」（2017年5月～）